# Beidenau
Koordinaten: 50° 9′ 31,4″ N, 8° 27′ 24,5″ O

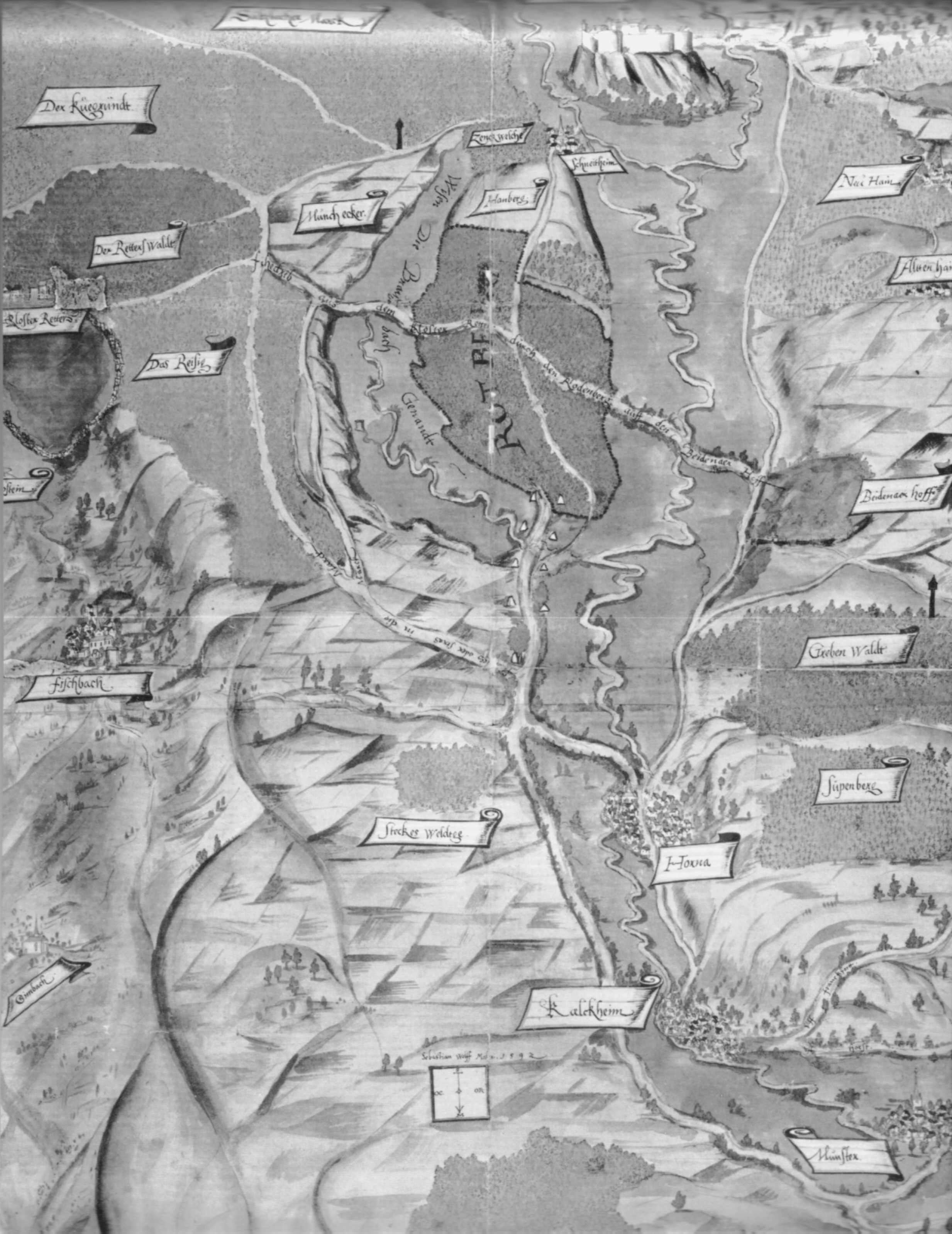
Am rechten Bildrand dieses Ausschnitts einer Karte von Sebastian Wolff aus dem Jahr 1592 ist der Beidener Hoff noch eingezeichnet, obgleich er zu dieser Zeit nicht mehr bestand. Westlich des Gutes kann man einen Weg mit der Bezeichnung Fihetrieb aus dem Kloster Retters durch den Rodenberg auf den Beidenaer Hoff erkennen. Dabei handelte es sich um einen noch heute erkennbaren Hohlweg durch den das Vieh nach Retters getrieben wurde.

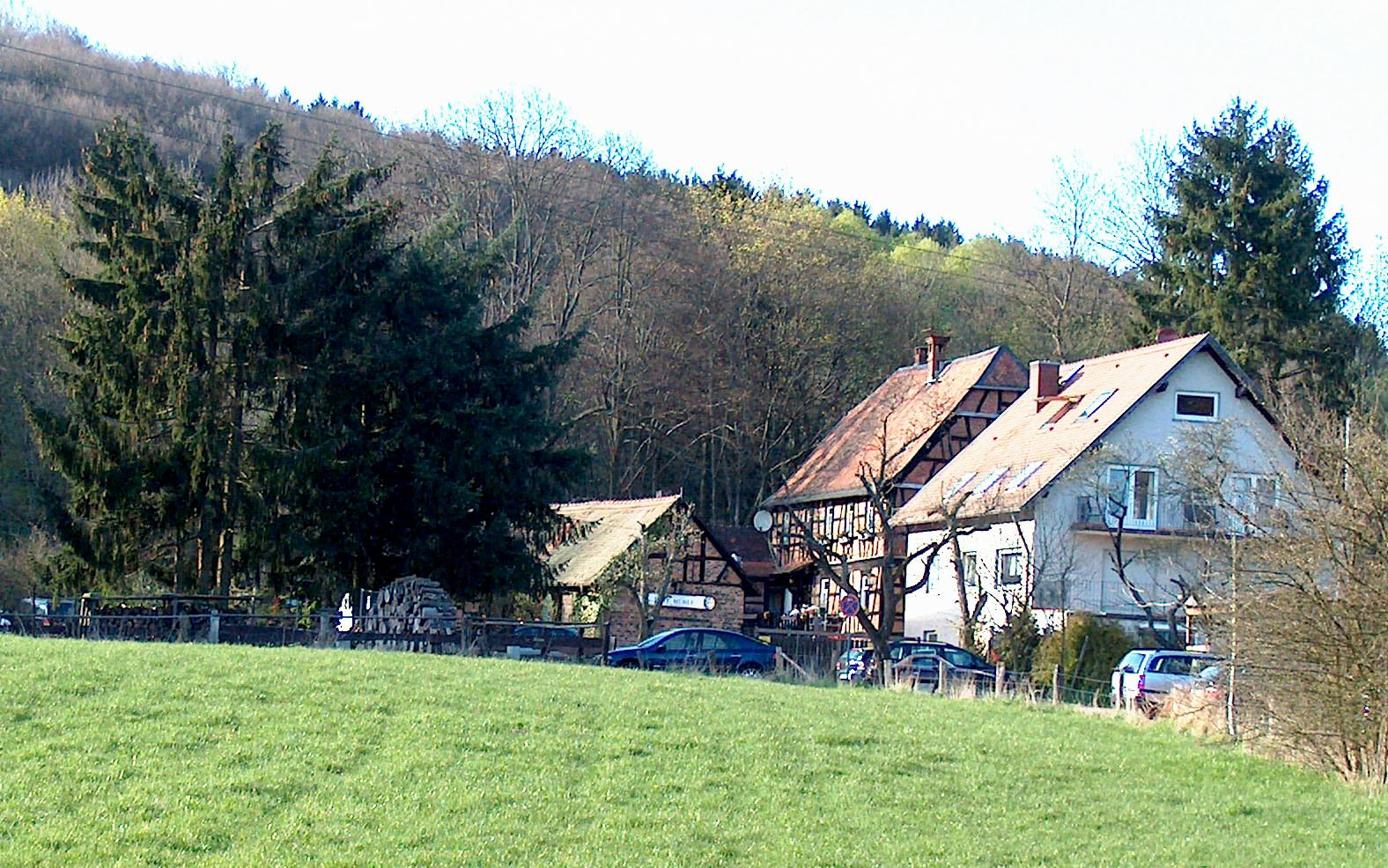
Beidenauer Mühle, heute ein Ausflugslokal, in der Nähe des ehemaligen Hofes gelegen

Beidenau ist eine Wüstung eines ehemaligen Hofguts auf dem Gebiet des Bad Sodener Stadtteils Altenhain. Beidenau fand seit dem 12. Jahrhundert in verschiedenen Urkunden Erwähnung, allerdings verliert sich seine Spur im späten 16. Jahrhundert.

## Lage
Das Hofgut Beidenau lag im fruchtbaren Tal des Liederbachs zwischen Schneidhain (heute ein Ortsteil von Königstein im Taunus) und Hornau (gehört heute zu Kelkheim) am östlichen Talhang etwa auf Höhe der nun dort gelegenen Beidenauer Mühle (auch Rote Mühle genannt). Die Mühle wurde allerdings erst nach dem Niedergang des Hofguts errichtet und übernahm lediglich die Flurbezeichnung in ihren Namen. Im 13. Jahrhundert verfügte das Hofgut über sieben Hufen oder 210 Morgen Land (entspricht etwa 42,5 Hektar) und betrieb vornehmlich Weidewirtschaft im Tal des Liederbachs. 	

## Geschichte
Der Beidenauer Hof fand erstmals Erwähnung in einer Urkunde des Mainzer Erzbischofs Konrad aus dem Jahr 1191, in welcher er den Gütern und abhängigen Höfen des Klosters Retters, darunter Beidenau, Schutz garantiert. Retters besaß das Weiderecht auf zwei Wiesen des Hofes und erhob einen Grundzins in Höhe von 5 Unzen. Ab 1221 standen die sieben Hufen Land in Bidinowe unter Verwaltung des Klosters. Im 14. Jahrhundert ging der Hof ganz in den Besitz Retters über und verblieb dort bis zum Niedergang des Klosters im 16. Jahrhundert. In dieser Zeit verpachteten die Ordensfrauen den Hof an wechselnde Pächter. Aus dem Jahr 1456 ist bekannt, dass der Junker Henne von Hornau (auch Junghenne genannt), den Hof für neun Jahre bewirtschaftete. In der Folgezeit wechselte der Hof mehrere Male seine Pächter. Als 1535, nach dem Tod des letzten Eppsteiner Grafen und Grundherren von Retters, dessen Güter in den Besitz der Grafen zu Stolberg übergingen, befand sich das Kloster bereits im Niedergang, durch Misswirtschaft und Schulden mussten große Teile des Besitzes, darunter auch Wiesen in Beidenau, veräußert werden, Geld für dringende Reparaturen auf dem Beidenauer Hof blieben aus. Nach Streitigkeiten zwischen dem Kloster und dem Pächter des Hofes, Konrad von Hattstein, belehnte der Gerichtsherr des Gebietes, der Stolberger Graf Ludwig diesen und seine Erben mit dem Beidenauer Hof, unter der Bedingung, den Hof nicht zu befestigen und Retters weiterhin Weiderechte einzuräumen. Diese Enteignung verschärfte die wirtschaftliche Not in Retters und führte schließlich neben anderen Ursachen zur Auflösung des Klosters mit weitreichenden Folgen auch für die ihm angeschlossenen Güter. Letztmals wurde der Beidenauer Hof in Urkunden des Klosters aus dem Jahr 1559 erwähnt. Gegen Ende des 16. Jahrhunderts war der Hof bereits verlassen und die Gebäude weitgehend abgetragen.